# Andrew Heckler
Andrew Heckler, né à New York, est un acteur et réalisateur américain.

## Biographie
Andrew Heckler est né à New York. Il a fondé le Workhouse Theatre (en)) à Tribeca (Manhattan, où il a produit, réalisé et joué dans plus de 35 productions.

## Filmographie

### Au cinéma

#### Comme acteur
- 1996 : 'M' Word : Nick
- 1996 : Wedding Bell Blues : Zane
- 1997 : Gone Again (court métrage)
- 1997 : Stir : Michael Novic
- 1997 : The Regulars (court métrage)
- 1998 : Armageddon : NASA Tech
- 1998 : Guy's Guide to Money : Brian
- 1998 : The Gardener : Jake
- 1998 : Trickle (court métrage)
- 1999 : Full Blast : Travis
- 2000 : Time Code : Auditioning Acteur
- 2000 : What's Cooking? : Jerry
- 2001 : I Shaved My Legs for This : Richard
- 2001 : Lip Service de Shawn Schepps : Marshall
- 2002 : Duty Dating : Morris
- 2002 : Strange Hearts : Jim Lewis

#### Comme acteur de jeux vidéo
- 1997 : Interstate '76
- 1998 : Interstate '76 Arsenal
- 1999 : Interstate '82

#### Comme scénariste et réalisateur
- 2018 : Burden

### À la télévision
- 1994 : New York Undercover
- 1997 : Ally McBeal
- 1997 : Frasier
- 1997 : Les Dessous de Palm Beach
- 1998 : Caroline in the City
- 2001 : New York, unité spéciale (saison 3, épisode 10) : Andrew Green
- 2002 : New York, police judiciaire (saison 13, épisode 6) : David Rosatti
- 2003 : Oz
- 2003 : Shérifs à Los Angeles